# Acronychia pedunculata
Acronychia pedunculata là một loài thực vật có hoa trong họ Cửu lý hương. Loài này được (L.) Miq. mô tả khoa học đầu tiên năm 1861.
Việt Nam gọi là cây bí bái, bưởi bung, cam rượu (tùy vùng miền)

## Hình ảnh

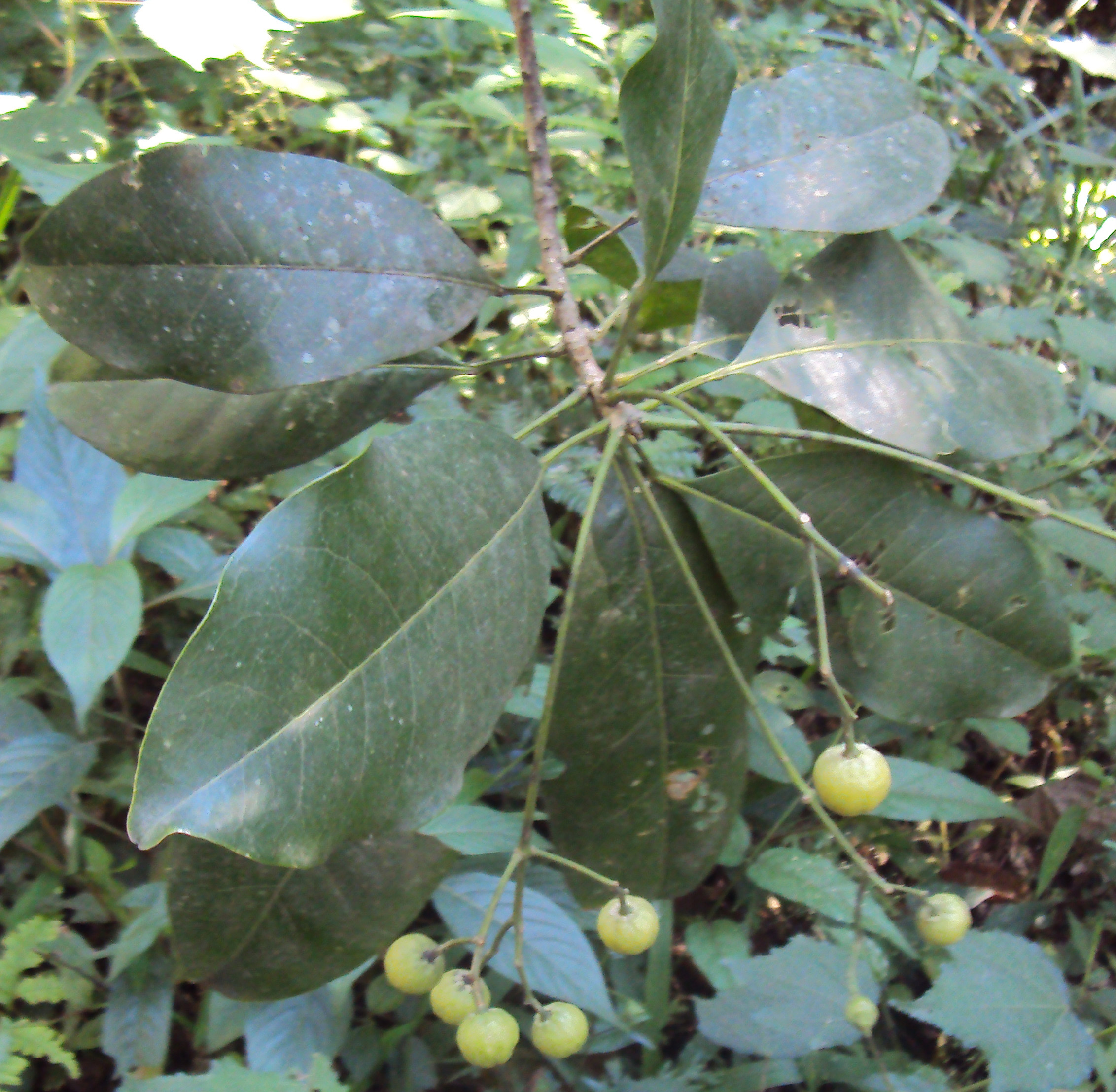
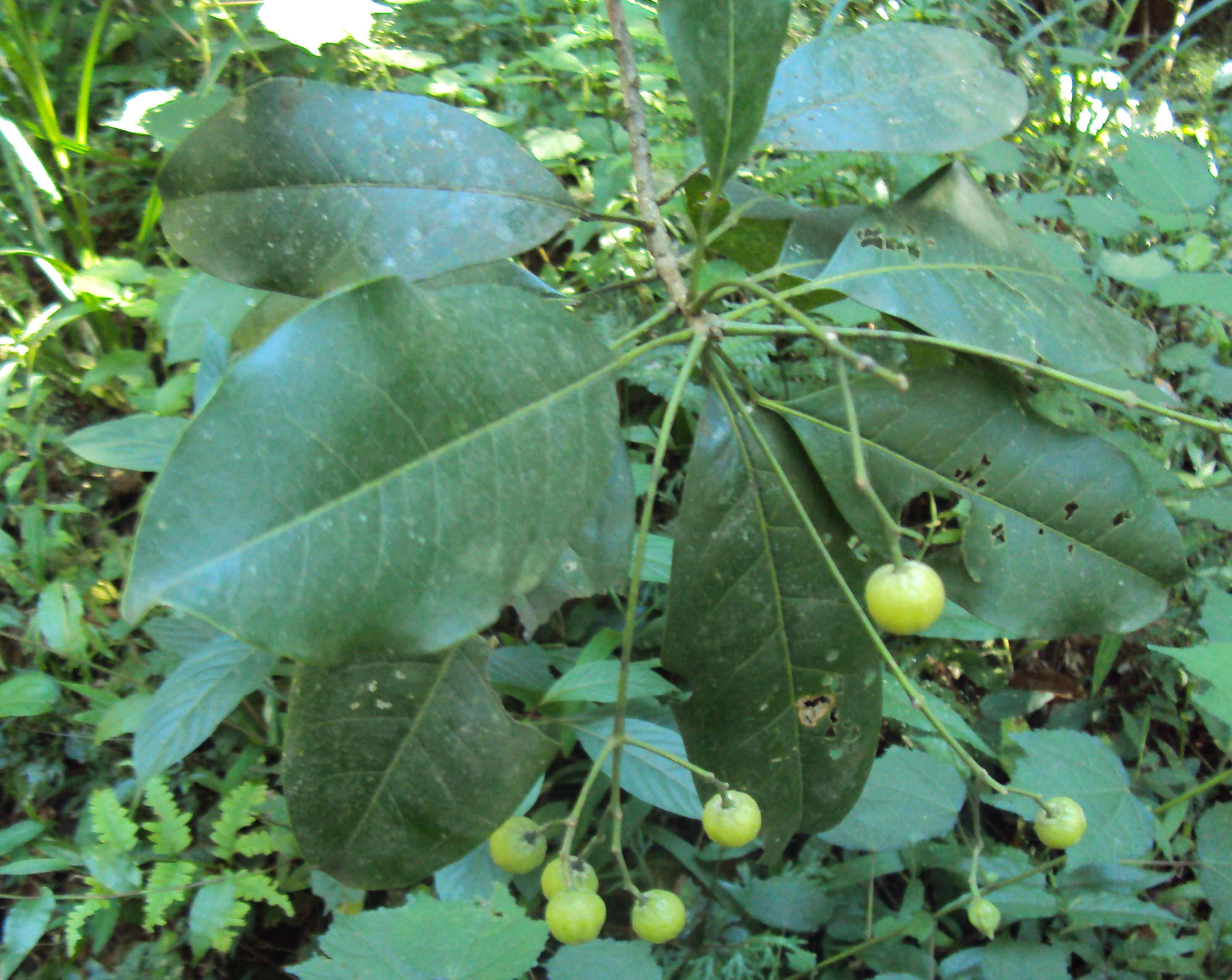
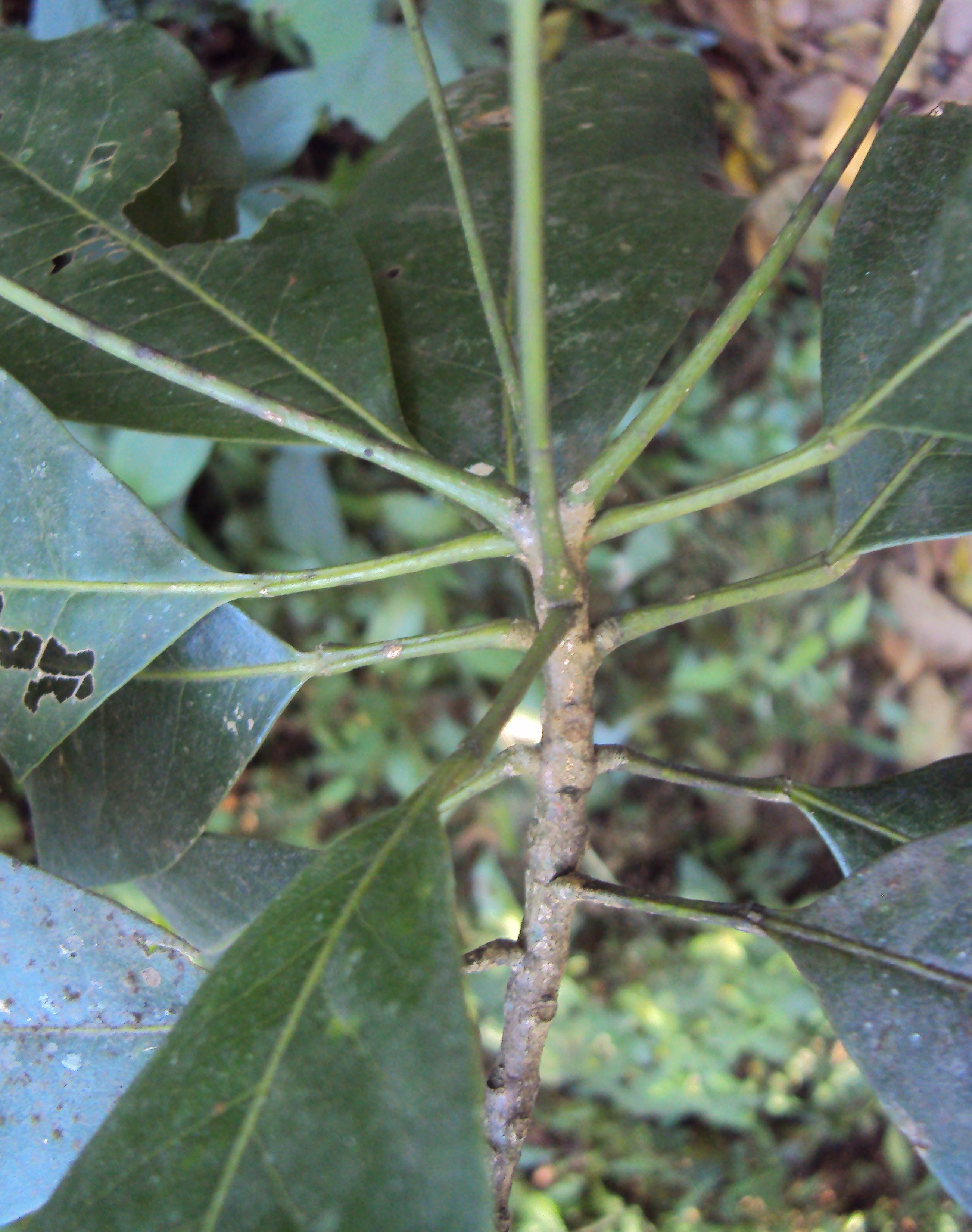
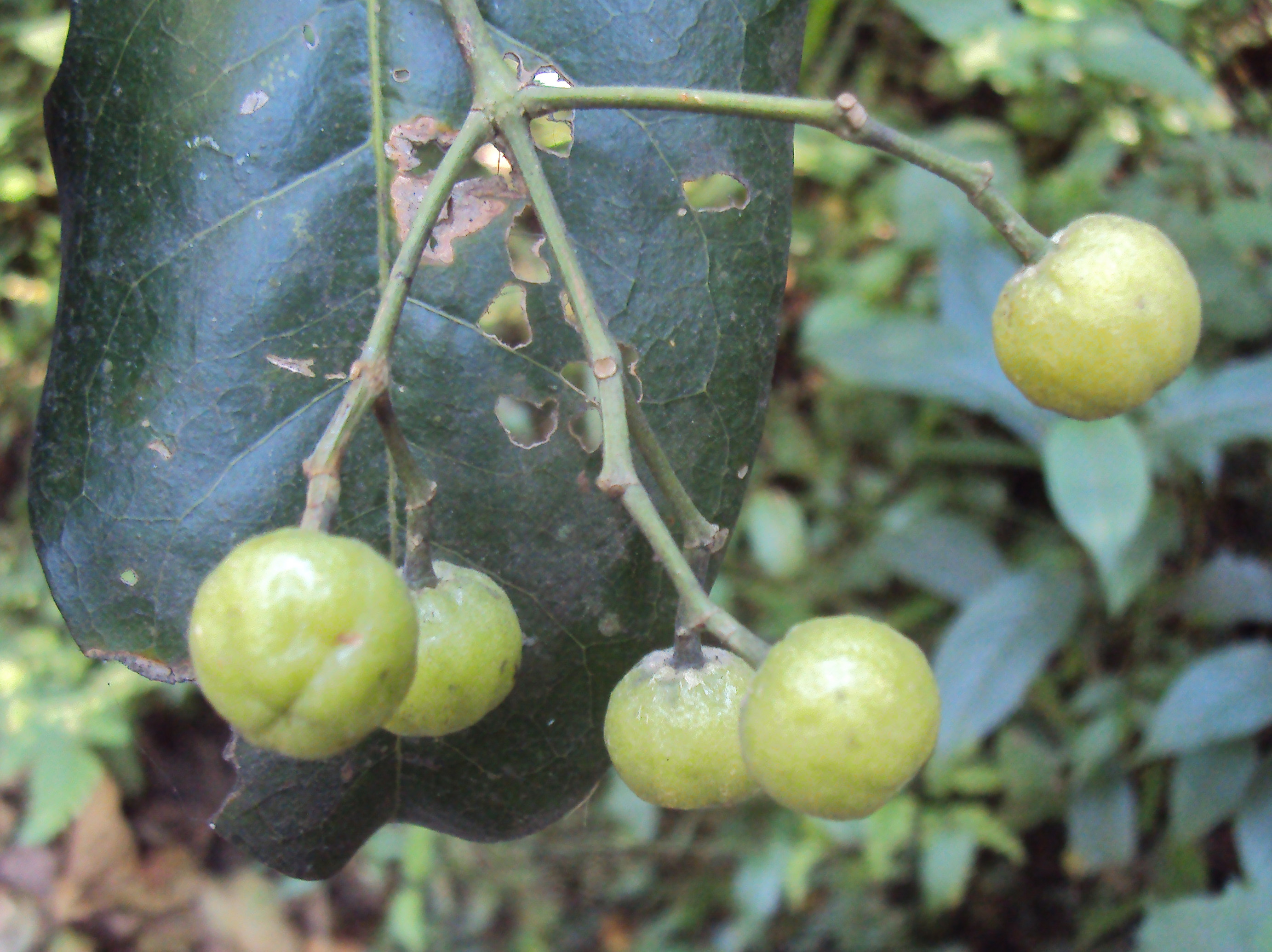